# Джозеф Рассел (1786-1855)
Джозеф Рассел (англ. Joseph Russell; 17 серпня 1786 — 10 березня 1855) — бізнесмен і суднобудівник з Нью-Брансвіка, шотландець за походженням.
Він народився в Клакменені (Clackmannan, Clackmannanshire). Батько — Томас Рассел. В молодому віці Джозеф приєднався до Королівського військово-морськогу флоту Великої Британії. У 1819 році одружився з Енн Агнес Хантер (англ. Ann Agnes Hunter) в Chatham, Нью-Брансвік. Расселу належали кілька будівель в Чатемі, в тому числі готель. Він допоміг встановити «Chatham Fire Company» в 1824 році.
У 1827 році почав будувати кораблі. У 1831 році пожежа знищила кілька його будівель. У 1832 році він купив верф в Чатемі у Френсіса Пібоді (англ. Francis Peabody). У 1839 році він продав цю власність Джозефу Кунарду (англ. Joseph Cunard) і перевів свої ділові операції на острів Beaubears. Рассел найняв для свого заводу Джона Харлі (англ. John Harley), як свого суднобудівника, і Джорджа Берчілла (англ. George Burchill) як генерального менеджера. У 1837 році разом з іншим бізнесменом він зробив невдалу спробу заснувати «Bank of Miramichi».
Рассел служив наглядачем бідних в Чатемі, а також пізніше в волості Нельсон.
Від народження будучи англіканцем, десь у 1841 році Рассел і його родина стають мормонами. У 1846 році він запропонував використовувати один зі своїх кораблів для британських мормонів, що бажають мандрувати в Долину Солоного озера, але план провалився, коли церква Великої Британії вирішила не фінансувати рейси.
У 1850 році він продав свій бізнес Харлі і Берчіллу і переїхав на територію Юта. Він допоміг фінансувати «Deseret Manufacturing Company», яка мала намір виробляти цукрові буряки, але ця компанія не була успішною. Помер Джозеф Рассел в Солт-Лейк-Сіті, штат Юта у віці 68 років.
15 жовтня 2005 року була зведена історична панель на острові Beaubears, даючи огляд життя Рассела і його зв'язки з островом і мормонською вірою. Панель була відкрита спільно з введенням в експлуатацію парків Канади, в «Mormon Historic Sites Foundation» і «Friends Of Beaubears Island Inc.»